# Michael Donth

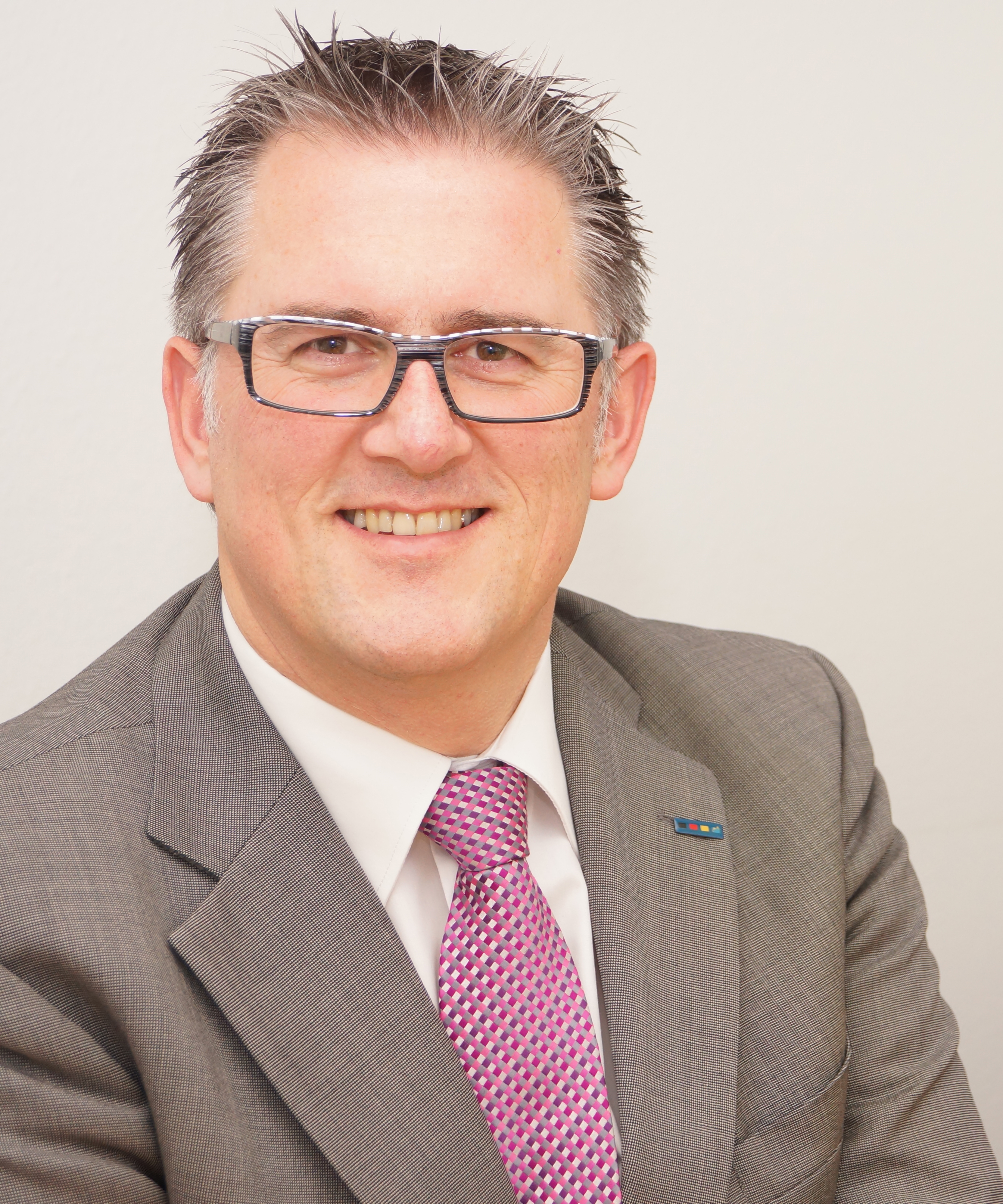
Michael Donth, 2013

Michael Donth (* 8. Juni 1967 in Metzingen) ist ein deutscher Politiker der CDU und seit 2013 direkt gewählter Bundestagsabgeordneter des Wahlkreises Reutlingen.

## Leben
Michael Donth wuchs in Grafenberg auf. Von 1973 bis 1977 besuchte Michael Donth die Grundschule in Grafenberg, anschließend von 1977 bis 1986 das Dietrich-Bonhoeffer-Gymnasium in Metzingen, wo er auch sein Abitur machte. Nach dem Grundwehrdienst begann Donth an der FH Ludwigsburg ein Studium zum Dipl.-Verwaltungswirt (FH). Danach arbeitete er bei der Großen Kreisstadt Metzingen und in der Verwaltung der Stadt Pfullingen.
Er ist katholisch, verheiratet und hat drei Kinder.

## Politisches Engagement
Seit 1989 ist Michael Donth Mitglied der CDU.
1999 wurde er Bürgermeister von Römerstein, 2007 erfolgte eine Wiederwahl. Seit 1999 gehört er der CDU-Fraktion im Reutlinger Kreistag an, deren Vorsitzender er zwischen 2007 und 2013 war. Seit 2007 ist Michael Donth Mitglied im Vorstand des CDU-Kreisverbandes Reutlingen. Er wurde außerdem als Beisitzer in den Bezirksvorstand der CDU Württemberg-Hohenzollern gewählt und in den Landesfachausschuss Verkehr und digitale Infrastruktur, Landesfachausschuss Ländlicher Raum sowie in den Bezirksfachausschuss Ländlicher Raum entsandt.
Bei der Bundestagswahl 2013 gewann Donth mit 51,9 Prozent der Erststimmen das Direktmandat im Bundestagswahlkreis Reutlingen. Im 18. Deutschen Bundestag war er ordentliches Mitglied im Ausschuss für Verkehr und digitale Infrastruktur sowie stellvertretendes Mitglied im Ausschuss für Tourismus.
Bei der Bundestagswahl am 24. September 2017 konnte Michael Donth mit 40,8 % erneut das Direktmandat im Wahlkreis (289) Reutlingen erringen. Donth ist erneut ordentliches Mitglied im Ausschuss für Verkehr und digitale Infrastruktur und seit der 19. Wahlperiode auch ordentliches Mitglied im Ausschuss für Tourismus. Neben diesen beiden Ausschüssen ist er auch stellvertretendes Mitglied im Haushaltsausschuss und vertritt die CDU/CSU-Bundestagsfraktion als Mitglied im Eisenbahninfrastrukturbeirat. Als Mitglied im Ausschuss für Verkehr und digitale Infrastruktur war Donth vornehmlich für den ÖPNV, Taxen und Fernbusse zuständig.
Seit dem 22. Februar 2018 ist Michael Donth einer von 62 Schriftführern des Deutschen Bundestages.
Zudem ist er Mitglied in der Deutsch-Französischen, der Deutsch-Mittelamerikanischen und der Deutsch-Südasiatischen Parlamentariergruppe. Des Weiteren ist Donth Mitglied der überparteilichen Europa-Union Deutschland, die sich für ein föderales Europa und den europäischen Einigungsprozess einsetzt.
Bei der Bundestagswahl 2021 gewann Michael Donth zum dritten Mal in Folge das Direktmandat für den Bundestagswahlkreis Reutlingen. Er verteidigte sein Bundestagsmandat mit einem Stimmenanteil von 32,5 Prozent der Erststimmen.
Bei der Bundestagswahl 2025 gewann er erneut das Direktmandat im Bundestagswahlkreis Reutlingen. Im 21. Deutschen Bundestag ist er ordentliches Mitglied im Ausschuss für Tourismus und im Verkehrsausschuss, dabei ist er in beiden Ausschüssen Obmann für seine Fraktion. Außerdem ist er ordentliches Mitglied im Ältestenrat und Schriftführer.

## Kirche und weitere Ehrenämter
Michael Donth und seine Frau sind beide als Lektoren und Kommunionshelfer in ihrer Kirchengemeinde engagiert. Außerdem singt er im Bürgermeisterchor des Landkreises Reutlingen mit. Seit dem 1. Februar 2021 ist Donth Kreisbeauftragter des Malteser Hilfsdienst in Reutlingen.